# Milak
Milak é uma cidade  no distrito de Rampur, no estado indiano de Uttar Pradesh.

## Geografia
Milak está localizada a 28° 37′ N, 79° 11′ L. Tem uma altitude média de 173 metros (567 pés).

## Demografia
Segundo o censo de 2001, Milak tinha uma população de 25,559 habitantes. Os indivíduos do sexo masculino constituem 53% da população e os do sexo feminino 47%. Milak tem uma taxa de literacia de 47%, inferior à média nacional de 59.5%: a literacia no sexo masculino é de 56% e no sexo feminino é de 38%. Em Milak, 19% da população está abaixo dos 6 anos de idade.